# Hetlevik
Hetlevik is een plaats op het eiland Askøy, in de provincie Vestland in het westen van Noorwegen. Het dorp ligt aan de westkant van het eiland. Het dorp leefde in het verleden van de visverwerking. Er stond een fabriek waar sardientjes werden geconserveerd. De fabriek werd in 1975 gesloten. 